# Niesen

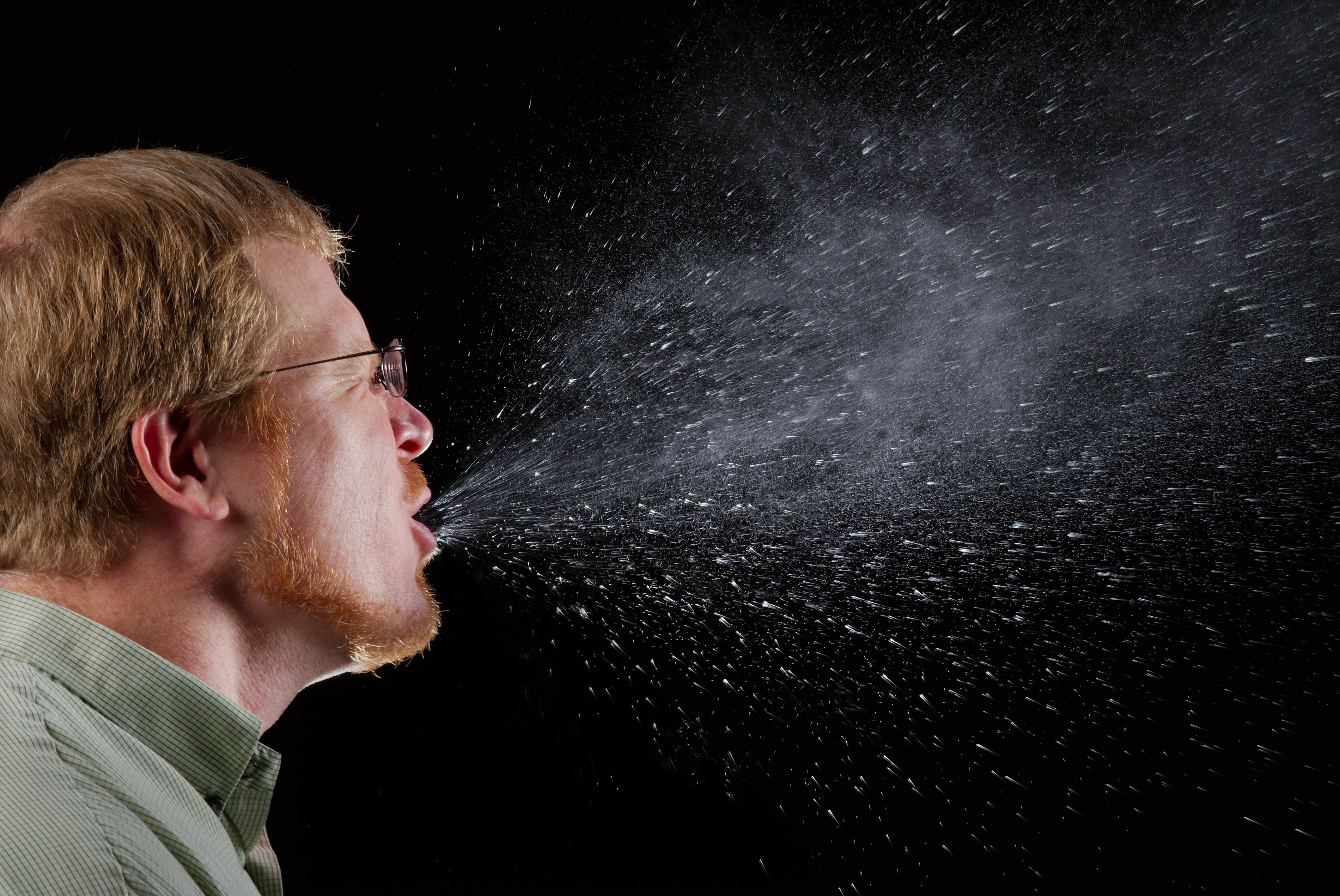
Ein Mann beim Niesen, rechts die Wolke der dabei ausgestoßenen Speicheltröpfchen

Niesen (lateinisch sternutio, wenn mehrmalig: sternutatio; ugs. Einzahl Nieser) ist das durch einen Niesreiz über den Niesreflex ausgelöste, unwillkürliche und explosionsartige Ausstoßen von Luft durch die Nase, oft zugleich auch durch den Mund. Durch das Niesen werden Nasensekret sowie Staub und andere Fremdkörper aus der Nase entfernt. Der Niesreiz selbst wird durch eine Reizung der Nasenschleimhaut ausgelöst. Weitere mögliche Auslöser für Niesen sind helles Licht (photischer Niesreflex) oder sexuelle Erregung. Beim Niesen können durch Tröpfcheninfektion Krankheitserreger übertragen werden.
Aus gesellschaftlichen Gründen unterdrücken manche ihr Niesen durch Zuhalten der Nase oder Anhalten des Atems. Aus gesundheitlichen Gründen ist dies nicht empfehlenswert, da sich dadurch im Körperinnern ein hoher Luftdruck aufbaut und verschiedene Körperteile stark belastet. In einer Computer-Simulation wurde 2016 ermittelt, dass der Luftdruck bei einem unterdrückten Nieser etwa 39 kPa beträgt, also das ungefähr 24-fache eines normalen Niesers. Dies kann zu Rissen von Blutgefäßen in der Nase, einem Platzen des Trommelfells oder sogar einem Riss im Rachenraum führen.

## Ablauf
Meist wird das Niesen durch sensible Reize der Nasenschleimhäute (genauer: im zweiten Ast des N. trigeminus) ausgelöst. Es wird umgehend eine reflektorische, komplexe und motorische Antwort ausgelöst, die die Koordination von Atmung und Larynxmuskulatur sowie von Mund- und Rachenmuskulatur erfordert.
Das Niesen läuft dabei in drei Phasen ab. In der ersten Phase wird Luft tief eingeatmet. Nachdem der Atem kurz angehalten worden ist (zweite Phase), ziehen sich in der dritten Phase die Ausatmungsmuskeln des Bauches und der Brust schlagartig zusammen. Dabei wird die eingeatmete Luft durch die Nase und/oder den Mund wieder ausgestoßen. Die Luft kann dabei beim Menschen Geschwindigkeiten von über 160 km/h (45 m/s) erreichen.

## Phylogenese
Der Nies-„Reflex“ ist kein echter Reflex, weil er neural zu komplex und z. T. willentlich beeinflussbar ist; bspw. gibt es Anleitungen, wie man ihn, falls nötig, auch unterdrücken kann – etwa durch Pressen des Philtrums mit einem Finger oder durch Drücken des Gaumens mit der Zunge. Er kommt nur bei Tetrapoden vor, da nur diese eine funktionell durchgängige Verbindung von Nasen- und Rachenraum (zur Lunge) haben. Bei Fischen könnte das manchmal nach Gähnen aussehende Schnappen eine ähnliche Funktion haben (Ausblasen des Nasenraums). Wie weit aber echtes Niesen bei den Landwirbeltieren wirklich verbreitet ist, ist noch wenig erforscht.
Da durch das Niesen Viren und Bakterien verbreitet werden und diese somit einen Selektionsvorteil haben, ist es möglich, dass das Niesen in erster Linie hier ihre evolutionäre Ursache hat, also im Sinne eines Hijackings komplexer Organismen durch einfachere, zumal das Niesen keine stringent nachvollziehbaren Vorteile für Menschen und andere Säugetiere hat.

## Brauchtum

### Herkunft
Da Niesen als gesundheitsfördernd angesehen wurde (bes. früher durch Niespulver künstlich vermehrt, vgl. etwa das „Kräutlein Niesmitlust“ in Wilhelm Hauffs Märchen Der Zwerg Nase) und eine Anregung des Atems bedeutet, der von Haus aus als Seelenträger galt, sind weltweit allerlei „abergläubische“ Vorstellungen und Rituale damit verbunden. So findet man bei Homer mehrmals das „Zuniesen“ als Aussagenbekräftigung unter göttlichem Einfluss (Telemach „beniest“ es laut, als seine Mutter Penelope dem von beiden noch unerkannten Odysseus zusagt, er werde demnächst heimkehren; Od. 17, 539–551. Vgl. auch: Xenophon, Anabasis, 3: 2, 9). Noch um 1950 (ältere Leute und familial bis heute) sagte man, beispielsweise in Wien, auf ein Niesen (halb ritualisiert) „Helf Gott, dass ’s wahr ist!“ – nämlich etwas, das der Sprecher oder eine andere Person gerade gesagt hatte; wenn aber niemand etwas gesagt hatte, fragte man spaßeshalber: „Ja was denn?“ und konnte dann als Antwort bekommen: „Was ich mir gerade [von dir] gedacht habe.“ Es versteht sich, dass über das Unbewusste auf diese Weise Dinge zum Ausdruck kommen können, die sonst (noch) niemandem „klar“ sind. Niesen konnte auch als Säuberungsaktion des Lebensatems gesehen werden, so dass Niespulvergebrauch sich auch bei (vermeintlich drohendem) „Wahnsinn“ empfahl (Belege in und dann bes. unter „Nieswurz“). Niesmittel (Sternutatoria, auch caputpurgia), etwa unter Nutzung der Nieswurz hergestellt, fanden ursprünglich auch therapeutische Anwendung im Sinne der Humoralpathologie.
In moderner („aufgeklärter“) Zeit wird in einigen Kulturen in Reminiszenz an Obiges noch aus Gründen der Höflichkeit erwartet, dass entweder der Niesende oder andere Anwesende eine Spruchformel aufsagen. Der Ursprung dieses Brauches ist bis heute nicht ganz geklärt. Eine Theorie besagt, dass die Menschen zu Zeiten der Pest glaubten, die damals todbringende Krankheit beginne mit einem Niesen. Der Aberglaube führte dann dazu, dass man den Niesenden bzw. sich selber mit der Wunschformel vor dem möglichen Unheil bewahren wollte. Andere sehen die Wunschformel in einem indoeuropäischen Glauben begründet, dass, da der Mensch eine Art Luft- oder Atemseele (vgl. auch Atman) besitze, beim Niesen diese Seele aus dem Körper hinausgeschleudert werden könnte, was mit einer Zauberformel verhindert werden soll. Ein anderes Gerücht besagt, dass dieser Brauch ursprünglich dazu dienen sollte, denjenigen, der einen Wunsch wie Gesundheit ausspricht, vor Krankheit durch Ansteckung vom Niesenden zu schützen. Am wahrscheinlichsten ist jedoch, dass in der Tat gewünscht wird, dass der Niesende keine ernsthafte Krankheit erleide, so wie es heute auch üblicherweise verstanden wird. Dieses Ritual kann jedoch auch als indiskret empfunden werden, weil dabei direkt auf das Niesen hingewiesen wird. Gemäß knigge.de ist ein kurzes „Entschuldigung“ angebracht, wenn Anwesende durch das Niesen erschreckt worden sind.
In der Literatur ist das Wünschen von Gesundheit erst seit der 1. Hälfte des 19. Jahrhunderts belegt. In früheren Zeiten lautete der Spruch Gott helfe! bzw. helf Gott! In den USA wird häufig das deutsche  Wort „Gesundheit“ benutzt.

### Ethnologisches
Eine Entsprechung des „Gesundheit!“-Segens gibt es in der im Englischen üblichen Formel God bless you! (meist kurz Bless you!), was wörtlich übersetzt „Gott segne dich!“ bedeutet. Vor allem in den Vereinigten Staaten ist auch das deutsche „Gesundheit!“ üblich. Der deutsche Segensspruch ist dort bereits seit 1933 belegt.
In Österreich, wo traditionellerweise „Helf dir Gott!“ (in verschiedenen dialektalen Lautungen) gesagt wird, wird scherzhaft auch „Zerreißen soll es dich (und deine Brieftasche soll mich treffen)“ (ebenso dialektal) gesagt.
In Lateinamerika ergeht bei wiederholtem Niesen eine Kaskade von guten Wünschen: salud („Gesundheit“) beim ersten, dinero („Geld“) beim zweiten und amor („Liebe“) beim dritten Mal.
In Spanien ist die Redewendung Jesús zu hören. Dies hat in dem Aberglauben, die Seele könne beim Niesen den Körper verlassen, seinen Ursprung. Jesus soll durch Aufsagen der Wunschformel dies verhindern.
In Portugal hört man Santinho, was so viel wie „Alle Heiligen mögen mit dir sein!“ bedeuten soll.
In Frankreich sind solche Spruchformeln weniger üblich; immerhin kann man bisweilen ein à vos/tes souhaits „wünschen Sie sich was/wünsch dir was“ hören. Auch wird in einigen französischen Regionen erwartet, dass der Niesende selbst pardon („Entschuldigung“) nach dem Niesen sagt. In der französischsprachigen Schweiz ist – wohl nach deutschschweizerischem Vorbild – santé! („Gesundheit!“) recht verbreitet. Jedoch ist dies in Frankreich eher ein Trinkspruch und daher leicht zu verwechseln. Auf Schweizerdeutsch spricht man das „Gsundheit“ aus. Die Rätoromanen sagen „viva“, was „lebe“ heißt.
In Albanien sagt man „Gesundheit!“, albanisch Shëndet!
In der Türkei sagt man dem Niesenden çok yaşa, womit man dem Niesenden wünscht, dass er lange lebe, wörtlich „lebe viel“. Daraufhin entgegnet der Niesende sen de gör („und man sieht es“). Hiermit wünscht der Niesende dem Anderen, dass er auch lange lebe. In früheren Zeiten wurde für die niesende Person ein kurzes Gebet aufgesagt: Allah'ın rahmeti üzerinde olsun!, was ins Deutsche übersetzt „möge Gottes Gnade/Segen mit dir sein!“ bedeutet. Der Niesende kann das Gebet mit einem „Amin“ (dt. Amen) erwidern.
In arabischen und islamischen Ländern sagt der niesende Muslim die Gebetsformel: Al-hamdu-lillah, welche „Gelobt sei Allah“ bzw. „Gott sei Dank“ bedeutet. Der/die Anwesende(n) erwidern mit Yar-hamuk-Allah, „Allah/Gott möge (Dir) barmherzig sein“. Der Niesende antwortet wiederum mit der Formel Yahdikum-Allah wa yuslih balakum („Möge Allah euch rechtleiten und eure Angelegenheiten verbessern“) oder Yehdina wa yehdikumullah („Gott möge euch und uns rechtleiten“). Diese Sprüche gehen auf den Propheten Mohammed zurück und werden unter religiösen bzw. gläubigen Moslems auch befolgt.
In Ostasien ist der Glaube verbreitet, dass zum Zeitpunkt des Niesens gerade an einem anderen Ort über den Niesenden gesprochen oder an ihn gedacht wird (vgl. auch unter Schluckauf!). Auf Chinesisch lautet die Spruchformel daher yǒu rén xiǎng nǐ (chinesisch 有人想你), was so viel heißt wie: „Jemand denkt an dich.“ oder „Jemand vermisst dich.“ Dieser Glaube ist ein beliebtes Stilmittel in ostasiatischen Filmproduktionen geworden und begleitet meist humorvoll einen Szenenwechsel vom Sprechenden zum Niesenden.
Im alten Rom lautete der Spruch „Jupiter schütze dich“, der auch vom Niesenden auf sich selbst, also im Sinne von „Jupiter schütze mich“, angewendet werden konnte. Oder man wünschte einfach salve (sei gesund!).
Auch beim Niesvorgang selbst gibt es je nach Sprachraum unterschiedliche onomatopoetische Ausdrücke, sofern diese nicht unterdrückt werden: Äußern sich deutsche Muttersprachler beim Niesen mit „hatschi“, ist dieser Vorgang bspw. im englischen Sprachraum durch den Ausdruck „ahchoo“, im Französischen durch „atchoum“, im Italienischen mit „eccì“ bzw. „ecciù“, im polnischen Sprachraum durch „apsik“, im Slowakischen mit „hapchee“, im Rumänischen mit „hapciu“, im Russischen mit „apchkhee“, im Türkischen durch „hapshoo“, im Hebräischen durch „apchee“, im Japanischen mit „hakushon“, im malaiischen Sprachraum „hachi“, in Filipino durch „ha-ching“ und von Tamilen mit „hach“ verbunden.